# Christoffer Svae
Christoffer Svae (Oslo, 21 marzo 1982) è un giocatore di curling norvegese.

## Biografia
Partecipò all'età di 27 anni ai XXI Giochi olimpici invernali edizione disputata a Vancouver nella Columbia Britannica, (Canada) nel febbraio del 2010, riuscendo ad ottenere la medaglia d'argento nella squadra norvegese con i connazionali Torger Nergård, Thomas Ulsrud, Håvard Vad Petersson e Thomas Løvold.
Nell'edizione la nazionale canadese ottenne la medaglia d'oro, la svizzera quella di bronzo.